# Stictocephala taurina
Stictocephala taurina är en insektsart som beskrevs av Fitch. Stictocephala taurina ingår i släktet Stictocephala och familjen hornstritar. Inga underarter finns listade i Catalogue of Life.